# Kleptomani
Kleptomani (av grekiska κλέπτω, klepto, ’stjäla’ och μανία, mania, ’raseri’, ’vansinne’) är en sjuklig benägenhet att stjäla saker när tillfälle uppstår. 
Kleptomani är en form av impulskontrollstörning. Syftet med stölden är inte den ekonomiska eller personliga vinningen av stöldgodset. Istället är det "kicken" och spänningen av att stjäla, eller oförmågan att motstå impulsen, som motiverar. Efter stölden får personen en lättnadskänsla. Vad personen med kleptomani stjäl har därför ofta lågt och symboliskt värde, att jämföra med troféer. Ibland riktas begäret mot föremål som inte har ett marknadsvärde, som en personlig tillhörighet eller exempelvis bestick på restaurang. En drabbad begår alltid sina gärningar på eget bevåg, inte i gäng, och motivationen är därför inte en fråga om grupptryck. Mellan stölderna kan personen lida av ångest och skuldkänslor, vilket dock inte är ett tecken på bättring; det tillhör sjukdomsbilden.
Personer med demens, små barn och vuxna drabbade exempelvis av extrem sömnbrist kan glömma att betala i affärer eller på restauranger, men detta är normalt eftersom det enbart beror på oförstånd (i juridiska termer kan man säga att uppsåt saknas). Den som lider av kleptomani har inte glömt att betala; personen vet vad den gör och otillåtenheten är ofta en del av handlingen. Att stjäla kan också ingå i sjukdomsbilden vid depressioner, utan att det är fråga om kleptomani.
När beteendet leder till sexuell njutning, använder man begreppet kleptofili.
Ett exempel i populärkulturen är karaktären Aristarkos Filokrates i Tintin-äventyret Enhörningens hemlighet, som håller Tintins hemstad i skräck som framgångsrik ficktjuv, specifikt av plånböcker som han skickligt avlägsnar från ägarens ficka. När tjuven avslöjas uppdagas en samling med hundratals till tusentals plånböcker, inklusive det orörda innehållet, som han katalogiserat efter ägarens efternamn.